# Produktionsgestaltung
Produktionsgestaltung ist die organisatorische Ausgestaltung des Zusammenwirkens von Produktionsfaktoren zur industriellen Erzeugung und Verwertung von Sachleistungen. Sie folgt dabei implizit oder explizit einer Produktionsstrategie.

## Erläuterungen
Die Erzeugung und Verwertung von Sachleistungen ist die Kernaufgabe von Produktionsunternehmen und findet Unternehmensbereich Produktion statt. Nach VDI wird unter der Produktion der Bereich eines Unternehmens verstanden, der an der Herstellung der Erzeugnisse mittelbar und unmittelbar beteiligt ist. Damit umfasst der Gestaltungsbereich der Produktion sämtliche produzierenden und alle, die Erzeugung und Verwertung von Sachleistungen betreffenden, organisierenden und koordinierenden Aufgaben:
- Fertigung und Montage
- Arbeitsvorbereitung
- Konstruktion, Entwicklung und Projektierung
- Produktionslogistik

## Theorien und Modelle
Im Rahmen der Produktionsgestaltung kommen verschiedene Theorien, Modelle, Methoden und Werkzeuge mit dem Ziel einer effektiven und effizienten Produktion zum Einsatz. Ein Kerngedanke dabei ist die Konzentration aller Gestaltungsmaßnahmen auf die Steigerung des wertschöpfenden Anteils gegenüber allen im Bereich der Produktion stattfindenden Tätigkeiten. Dieser Gedanke wird unter dem Begriff Schlanke Produktion oder Lean Production subsumiert.